# Jouvea
Jouvea E.Fourn. é um género botânico pertencente à família Poaceae.